# Aizier
Aizier település Franciaországban, Eure megyében. Lakosainak száma 156 fő (2022. január 1.). Aizier Saint-Maurice-d’Ételan, Vatteville-la-Rue, Bourneville-Sainte-Croix, Trouville-la-Haule, Vieux-Port és Petiville községekkel határos.

## Népesség
A település népességének változása:
| Lakosok száma | 112  | 117  | 113  | 114  | 133  | 131  | 137  | 148  | 154  | 156  |
|               | 1968 | 1982 | 1990 | 2006 | 2013 | 2015 | 2017 | 2019 | 2020 | 2022 |